# Flecha Valona 2014
La 78.ª edición de la Flecha Valona fue una clásica ciclista que se disputó el miércoles 23 de abril de 2014, sobre un trazado de 199 kilómetros con inicio en Bastoña y final en el tradicional muro de Huy.
La prueba perteneció al UCI WorldTour 2014, siendo la duodécima competición de dicho calendario.
El ganador fue el español Alejandro Valverde tras lanzar un ataque a 250 metros de la llegada. Completaron el podio el irlandés Daniel Martin y el polaco Michał Kwiatkowski.

## Equipos participantes
Participaron 25 equipos: los 18 de categoría UCI ProTeam (al ser obligatoria su participación) y 7 de categoría Profesional Continental mediante invitación de ASO, organizador de la carrera  (Cofidis, Solutions Crédits, Colombia, IAM Cycling, MTN Qhubeka, Topsport Vlaanderen-Baloise, UnitedHealthcare Pro Cycling Team y Wanty-Groupe Gobert). Cada equipo estuvo compuesto por 8 ciclistas (excepto el Sky que lo hizo con 6) formando así un pelotón de 198 corredores, de los que acabaron 145.
| Equipo                               | Cód. UCI | Categoría               |
| ------------------------------------ | -------- | ----------------------- |
| AG2R La Mondiale                     | ALM      | UCI ProTeam             |
| Astana Pro Team                      | AST      | UCI ProTeam             |
| Belkin-Pro Cycling Team              | BEL      | UCI ProTeam             |
| BMC Racing Team                      | BMC      | UCI ProTeam             |
| Cannondale                           | CAN      | UCI ProTeam             |
| FDJ.fr                               | FDJ      | UCI ProTeam             |
| Garmin Sharp                         | GRS      | UCI ProTeam             |
| Lampre-Merida                        | LAM      | UCI ProTeam             |
| Lotto Belisol                        | LTB      | UCI ProTeam             |
| Movistar Team                        | MOV      | UCI ProTeam             |
| Omega Pharma-Quick Step Cycling Team | OPQ      | UCI ProTeam             |
| Orica GreenEDGE                      | OGE      | UCI ProTeam             |
| Team Europcar                        | EUC      | UCI ProTeam             |
| Team Giant-Shimano                   | GIA      | UCI ProTeam             |
| Team Katusha                         | KAT      | UCI ProTeam             |
| Team Sky                             | SKY      | UCI ProTeam             |
| Tinkoff-Saxo                         | TCS      | UCI ProTeam             |
| Trek Factory Racing                  | TFR      | UCI ProTeam             |
| Cofidis, Solutions Crédits           | COF      | Profesional Continental |
| Colombia                             | COL      | Profesional Continental |
| IAM Cycling                          | IAM      | Profesional Continental |
| MTN Qhubeka                          | MTN      | Profesional Continental |
| Topsport Vlaanderen-Baloise          | TSV      | Profesional Continental |
| UnitedHealthcare Pro Cycling Team    | UHC      | Profesional Continental |
| Wanty-Groupe Gobert                  | WGG      | Profesional Continental |

## Recorrido
El recorrido por primera vez partió en Bastoña y los primeros 80 km sin mayor dificultad. Una vez allí se realizaron 3 bucles en los alrededores de las ciudades de Andenne, Huy y Ohey pasando por 7 muros que subieron en varias oportunidades. En total fueron 11 ascensos, finalizando como desde 1983 en el Muro de Huy.
| Num | Nombre                      | Kilómetro | Longitud (m) | Pendiente media |
| --- | --------------------------- | --------- | ------------ | --------------- |
| 1   | Côte de Bellaire            | 84        | 1000         | 6,8 %           |
| 2   | Côte d'Ahin                 | 101       | 2100         | 5,9 %           |
| 3   | Muro de Huy (1.er paso)     | 111,5     | 1.300        | 9,3 %           |
| 4   | Côte d'Ereffe               | 124,5     | 2200         | 5,9 %           |
| 5   | Côte de Bellaire (2.º paso) | 143,5     | 1000         | 6,8 %           |
| 6   | Côte de Bohisseau           | 151       | 1300         | 7,6 %           |
| 7   | Côte de Bousalle            | 154       | 1700         | 4,9 %           |
| 8   | Côte d'Ahin (2.º paso)      | 165       | 2100         | 5,9 %           |
| 9   | Muro de Huy (2.º paso)      | 175,5     | 1300         | 9,3 %           |
| 10  | Côte d'Ereffe (2.º paso)    | 188,5     | 2200         | 5,9 %           |
| 11  | Muro de Huy (3.er paso)     | 199       | 1300         | 9,3 %           |

## Clasificación final
| Pos. | Ciclista           | Equipo                  | Tiempo          | Puntos UCI |
| ---- | ------------------ | ----------------------- | --------------- | ---------- |
| 1.   | Alejandro Valverde | Movistar                | 4 h 36 min 45 s | 80         |
| 2.   | Daniel Martin      | Garmin Sharp            | a 3 s           | 60         |
| 3.   | Michał Kwiatkowski | Omega Pharma-Quick Step | a 4 s           | 50         |
| 4.   | Bauke Mollema      | Belkin                  | m.t.            | 40         |
| 5.   | Tom Slagter        | Garmin Sharp            | a 6 s           | 30         |
| 6.   | Jelle Vanendert    | Lotto Belisol           | m.t.            | 22         |
| 7.   | Michael Albasini   | Orica GreenEDGE         | a 8 s           | 14         |
| 8.   | Roman Kreuziger    | Tinkoff-Saxo            | m.t.            | 10         |
| 9.   | Dani Moreno        | Katusha                 | a 11 s          | 6          |
| 10.  | Philippe Gilbert   | BMC                     | a 15 s          | 2          |